# Mammillaria aureilanata
Mammillaria aureilanata (укр. Мамілярія ауреїланата, Мамілярія золотошерстна)  — сукулентна рослина з роду мамілярія (Mammillaria) родини кактусових (Cactaceae). Декоративна рослина.

## Назва

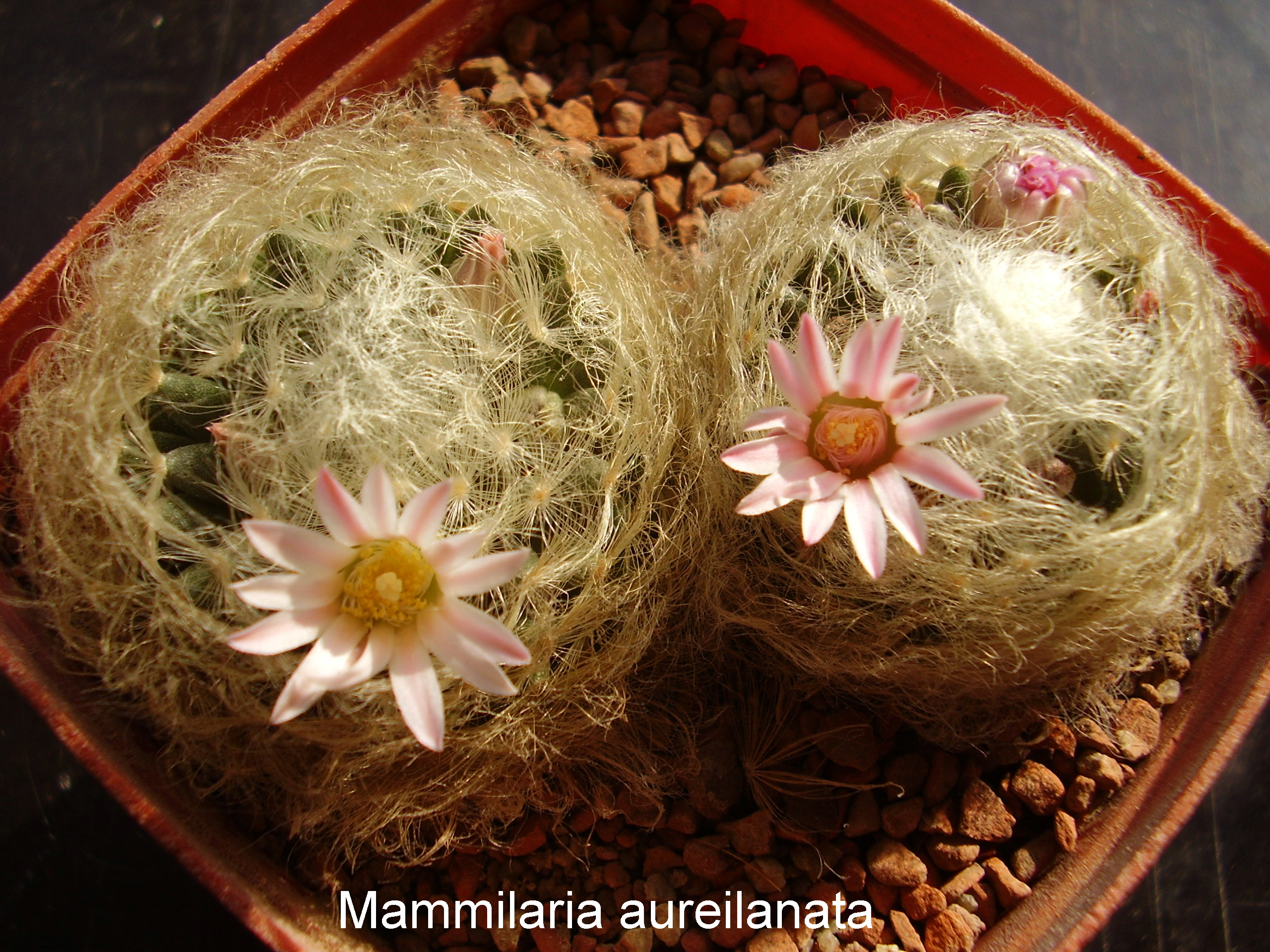
Mammillaria aureilanata з колекції Юрія Шостака, Миколаїв, Україна

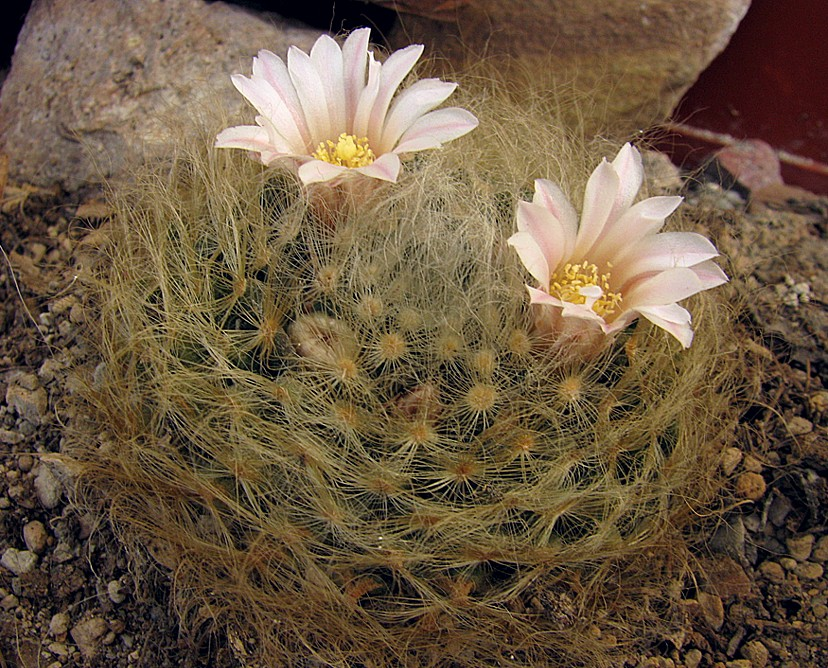

Видова назва aureilanata походить від латинського «золота вовна».

## Опис
Рослини поодинокі, кущаться в основі (в описі К. Марсдена рідко дає пагони).
| Орган              | Опис |
| Стебло             | велике, здавлено-кулясте, до 7,5 см заввишки. Має рожеве забарвлення подібно до Mammillaria bocasana на яскравому сонці, але це не є правилом. |
| Епідерміс          | глянцево-темно-зелений (в описі К. Марсдена яскраво-блискуче-зелений). |
| Маміли             | майже циліндричні, широко розставлені, без молочного соку (з рідким соком), 1 см завдовжки, близько 1 см завширшки біля основи. |
| Ареоли             | великі, голі. |
| Аксили             | голі. |
| Центральні колючки | відсутні. |
| Радіальні колючки  | 25-30, розташовані в два ряди, до 15 мм завдовжки, подібні тонким волокнистим щетинкам, від прозоро-білих до жовтуватих, з віком темніють. |
| Квіти              | дзвоникоподібні, від білого до блідо-рожевого відтінку, 15-30 мм завдовжки і в діаметрі (в описі К. Марсдена 3 см завдовжки і 2 см в діаметрі). Mammillaria aureilanata var. alba має квіти вершкового кольору, в той час як Mammillaria aureilanata var. aureilanata має великі рожеві квіти. |
| Зовнішні пелюстки  | зеленуваті знизу, червонуваті вгорі, з темно-пурпуровою центральною смугою. |
| Внутрішні пелюстки | зеленуваті знизу, червонуваті вгорі, з темно-пурпуровою центральною смугою. |
| Тичинки            | і маточка блідо-рожеві, пильовики і п'ятичасткова приймочка яскраво-жовті, до помаранчевих. |
| Плоди              | булавоподібні, рожево-білі (в описі К. Марсдена від блідо рожевих до яскраво-червоних). |
| Насіння            | чорне. |

## Місця зростання
Mammillaria aureilanata є ендемічною рослиною Мексики. Зростає на невеликій площі у штаті Сан-Луїс-Потосі в Мексиці на північний схід від міста Сан-Луїс-Потосі на висоті близько 1800 м над рівнем моря.

## Чисельність
Mammillaria aureilanata входить до Червоного Списку Міжнародного Союзу Охорони Природи уразливих видів (VU).
Загальна чисельність рослин, за оцінками, менше 10 000 особин, що зростають на площі близько 250 км², причому, площа заселеності складає лише 20 км². Субпопуляції сильно роздроблені (відома з 12 місць), і існує тривале скорочення чисельності через вплив масштабне незаконне збирання рослин у природному середовищі та знищення середовища зростання через гірничодобувну та дорожньо-будівельну діяльність.
Охороняється Конвенцією про міжнародну торгівлю видами дикої фауни і флори, що перебувають під загрозою зникнення (CITES).